# كيرشبرغ
كيرشبرغ (هونزروك) (بالألمانية: Kirchberg, Rhein-Hunsrück) هي بلدة ألمانية تقع في ألمانيا في راينلند بالاتينات.[بحاجة لمصدر] يقدر عدد سكانها بـ 3,717 نسمة .

## معرض صور

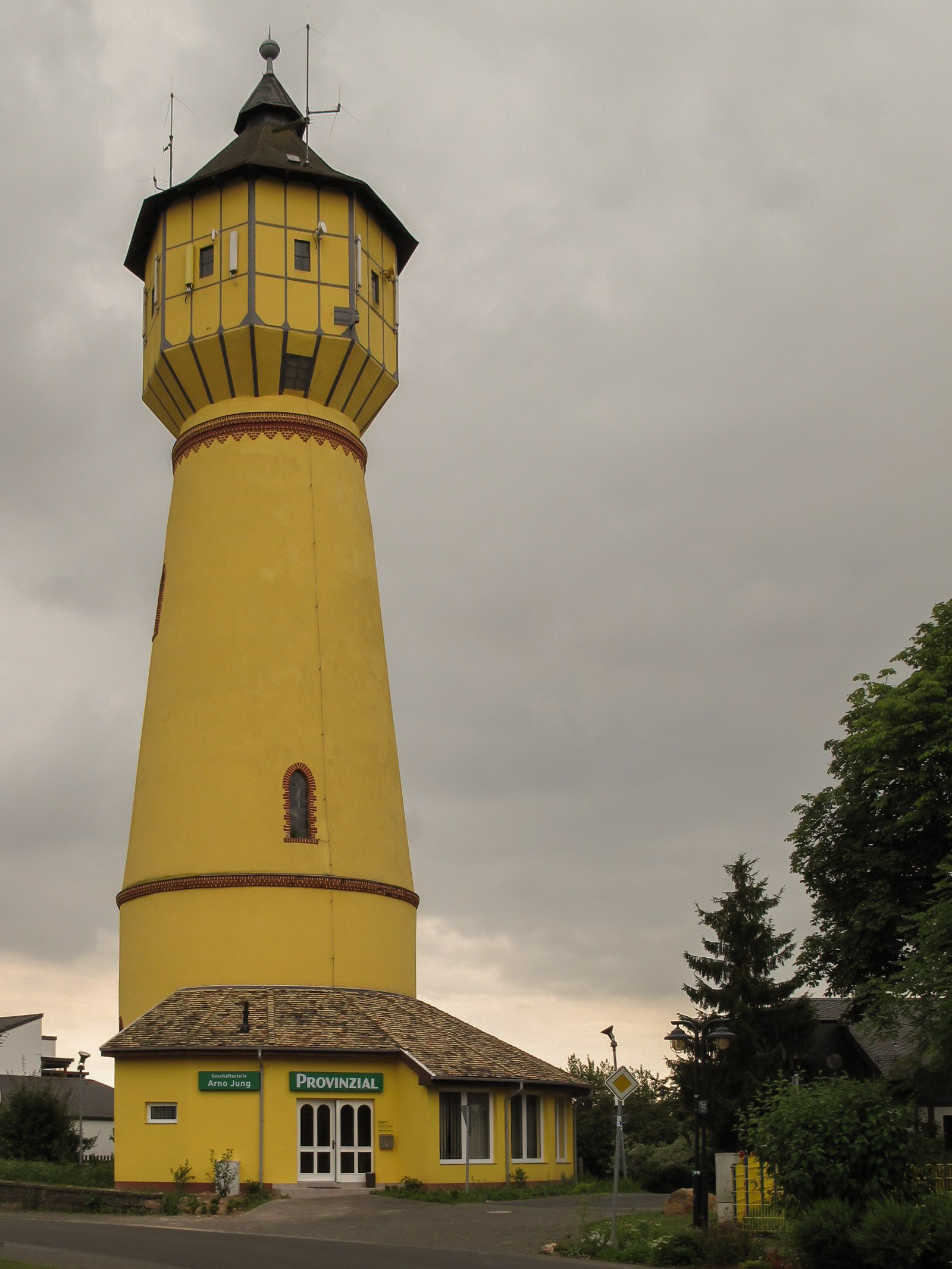
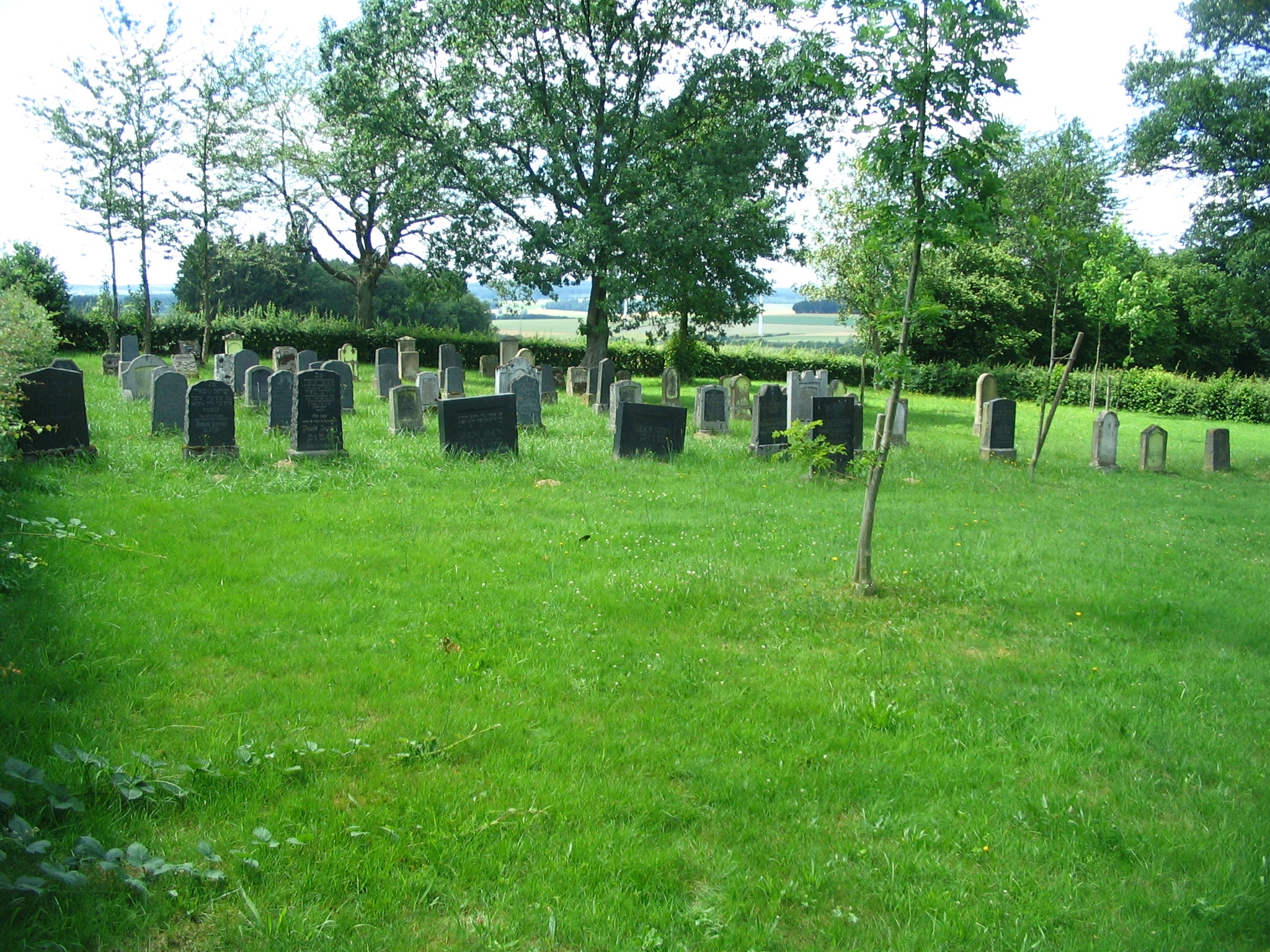
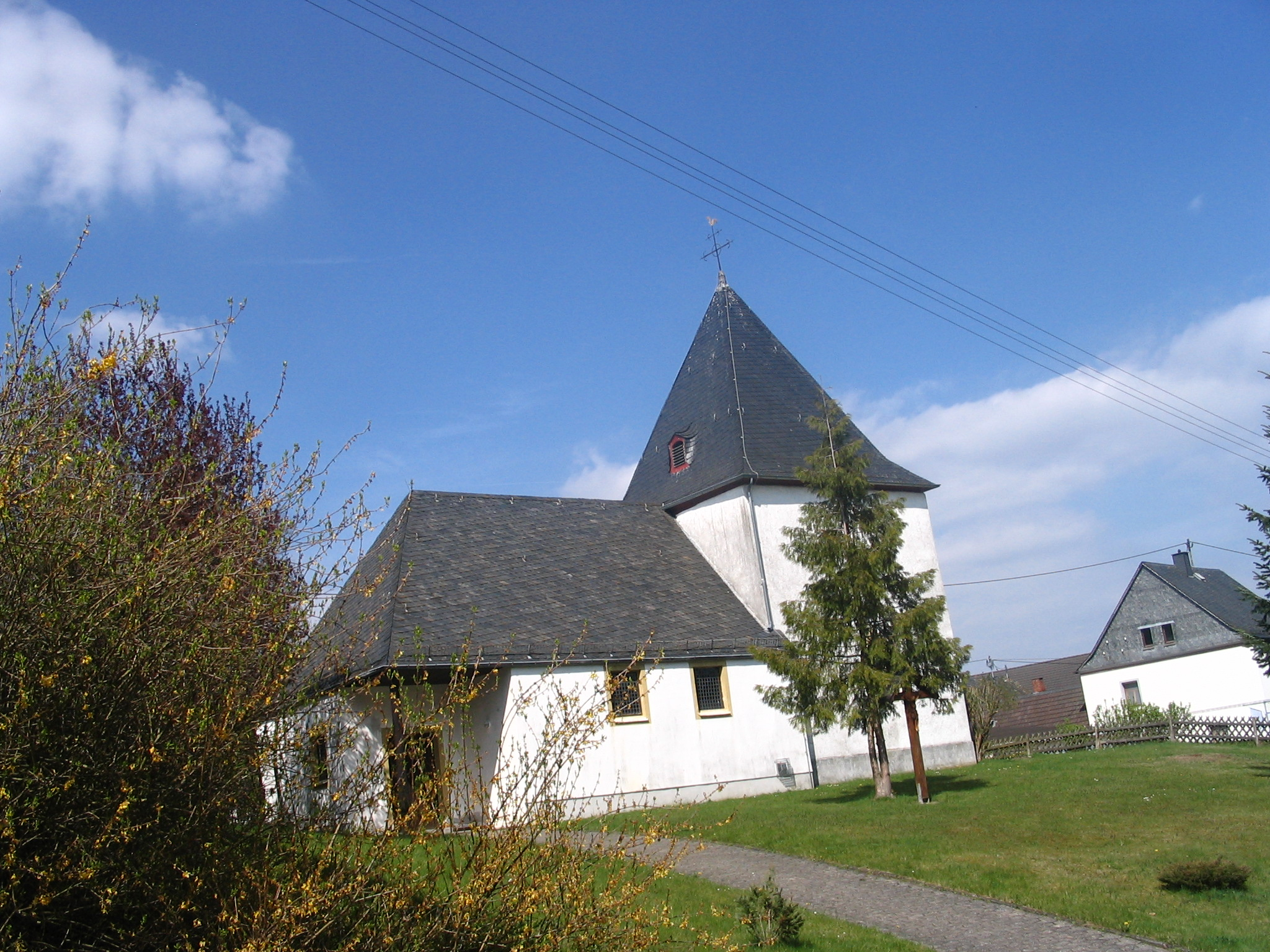